# Új Budai Alma Mater Általános Iskola
Az Újalma, Új Budai Alma Mater Általános Iskola, Alapfokú Művészetoktatási Intézmény és Óvoda alapfokú oktatási intézmény, mely Budapest XI. kerületének zöldövezeti részén, a Kamaraerdő mellett található. Fenntartója az Új Alma Iskolafenntartó Közhasznú Nonprofit Korlátolt Felelősségű Társaság. Az intézmény magán fenntartású, a szülők alapoktatáson felüli hozzájárulást fizetnek. Nulladiktól nyolcadik évfolyamig jelenleg 125 gyermek tanul az iskolában, az osztályok létszáma 8 és 22 fő közötti.

## Célkitűzés
Legfontosabb célkitűzésük, hogy olyan személyre szabott oktatást nyújtó iskola legyenek, ahol a gyermek és a szülő a minőségi oktatás szolgáltatásait egy helyen elérheti. Intézményük családias légkörrel fogadja és a szülőkkel szoros együttműködésben neveli a gyermekeket.

## Tehetségpont
Az Új Budai Alma Mater 2009 óta Tehetségpont, mely a Nemzeti Tehetségsegítő Tanács minősítése olyan szervezeteknek, akik elismert tehetséggondozó munkát végeznek. Az iskolában folyó tanórai differenciálással, a tanórán kívüli szakkörök széles kínálatával, és minden évfolyamon működő fakultációs rendszerünkkel érdemelték ki e címet.

## Pedagógusok
| - Lippai Tamás zenetanár - Ernyei-Balogh Júlia zenetanár - Simon Dóra angoltanár - Vereb Zsuzsi tanító - Kocsis Krisztián zenetanár - Pál Izabella zenetanár - Nagy Veronika óvodapedagógus - Parditka Orsolya igazgató - Póka Zsófia angol- és drámatanár - Gyuricza Krisztián tanító, magyartanár, igazgatóhelyettes - Bogosi Éva tanító, mozgásfejlesztő - Zibrányi Péter magyar- és történelemtanár - Bakos Péter tanító, informatikatanár | - Mózes Margit énektanár, kórusvezető - Juhász Enikő tanító - Mátyás Attila tanító, zenetanár - Rosenfeld Gabriella tanító, szociálpedagógus - Lakatos Gertrúd óvodapedagógus - Varga László tánctanár - Kulin Eszter fizika- és kémiatanár - Stockné Bereczki Ildikó matematikatanár - Pázmándi-Szakács Andrea tanító, fejlesztőpedagógus - Csík Viola tanító - Turányi Zsófia angoltanár, gyógypedagógus - Hajdú László testnevelő tanár, zenetanár - Mészáros Mária tanító - Szőke Katalin tanító - Fábián Zsuzsa természetismeret, hon- és népismeret, technika, biológia, földrajz tanár |

## Osztályok
Jelenleg 10 osztály működik az iskolában.
| Az osztályok listája                                                           | Az osztályok listája     |
| ------------------------------------------------------------------------------ | ------------------------ |
| \| - A 0. és Óvoda - 1.a - 1.b - 2. - 3.a - 3.b \| - 4. - 5. - 6. - 7. - 8. \| |                          |
| - A 0. és Óvoda - 1.a - 1.b - 2. - 3.a - 3.b                                   | - 4. - 5. - 6. - 7. - 8. |

## Fakultációk
A fakultációk 1-2.-ban, 3-4.-ben, és felsőben egy szabadon választható óra (alsóban 45 perc, felsőben 90 perc), melyek többnyire nem szerepelnek ezenkívül az órarendben.
| A fakultációk listája | A fakultációk listája |
| --- | --------------------- |
| 1.-2.-ben: - Tehetségműhely* - Kézműveskedés - Mesék világa - Matematika - Mindlab 3.-4.-ben: - Matematika - Informatika - Természetbúvár - Tehetségműhely* - Mindlab Felsőben: - Irkász-firkász (iskolaújság-írás) - Sport - Felsős Tehetségműhely - Informatika - Angol nyelvvizsga-előkészítő * 2-3-4-es |                       |

## Tanórán kívüli tevékenységek

### Szakkörök
Az iskolában sok szakkör indult, számos gyerekkel és felnőttel.
- Foci szakkör 0.-3.
- Foci szakkör 4.-8.
- Mindlab* szakkör 0.
- Mindlab szakkör 1.-8.
- Futó szakkör 0.-8.
- Színjátszó felső
- Képzőművész nulladik
- Képzőművész 1.-3.
- Képzőművész 4.
- Alsós kisegyüttes
- Felsős kisegyüttes
- Kórus 0.-8.
- Informatika 2.-8.
- Fizika-Kémia kísérletek 3.-8.
- Jazz tánc 0.-2.
- Jazz tánc 3.-6.
- Harcművészeti alapképzés 0.-8.
- Labdajátékok ( heti 4 alkalommal )
- Jóga
- Gerinctorna
- Görllabda

* Logikai játékok

### Zenetanulás
Ezenkívül az iskolában egyénileg zenét is lehet tanulni.
Választhatók:
- Szolfézs*
- Gitár
- Zongora
- Furulya
- Fuvola
- Magánének
- Dob

* Kisebb csoportokban

### Erdei iskola
Az iskolában évről évre megrendezésre kerül az erdei iskola. Ide az 1.-8. osztályosok jönnek egy hétre júniusban, ezzel párhuzamosan a nulladikosok is egy éjszakát tölthetnek az iskolában pizsamaparti néven.
Az erdei suli mindig más helyszínen van, többnyire vízparton.

### Nyári táborok
Nyári táborok is vannak az iskolában, ezek évente változnak, nem mindig mindegyik kerül megrendezésre. Néhány tábor:
- Sport tábor
- Sláger tábor
- Mende-monda tábor
- Mindlab tábor
- Média tábor
- Karate tábor
- Judo tábor
- Balatonmáriafürdői tábor (Balatonmáriafürdőn van, 5 éjszakás)
- Tánc tábor
- Pop-rock tábor
- Kukta tábor
- Angol-dráma tábor

## Eredmények[2]
- 2012-ben Zrínyi Ilona Matematika Verseny Budapest XI., XII, XXII. kerületében 3. osztályos kategóriában 1. helyezést ért el Babcsányi István.
- 2012-ben Zrínyi Ilona Matematika Verseny Országosan 3. osztályos kategóriában 32. helyezést ért el: Babcsányi István.
- 2012-ben 12. Kerületi vers- és prózamondó verseny a MU Színház szervezésében- próza kategória: Czikk Luca 8. évfolyam II. helyezés
- 2012-ben Bolyai János Anyanyelvi Csapatversenyen Budapest XI., XII., XXII. kerületében 4. osztályos kategóriában 5. helyezést értek el: Babcsányi István, Kovács Bertold, Szabó Csilla, és Szebeni Katalin.
- 2013-ban Bolyai János Matematika Csapatversenyen Budapest XI., XII., XXII. kerületében 5. osztályos kategóriában 1. helyezést értek el: Babcsányi István, Gáspár Balázs Gergely, Kovács Bertold, és Szebeni Katalin.
- 2013-ban Bolyai János országos Matematika Csapatverseny 5. osztályos kategóriában 13. helyezést értek el: Babcsányi István, Gáspár Balázs Gergely, Kovács Bertold, és Szebeni Katalin.
- 2013-ban országos Pangea Matematika verseny 3-4. osztályos kategóriában Kovács Bertold holtversenyben 26-29. helyezést ért el.
- 2014-ben Babcsányi István országos bajnok lett a Mindlab Olimpián (dámából) és továbbjutott a világbajnokságra.
- 2014-ben a XI. kerületi Matematikaversenyen 5. osztályos kategóriában 1. helyezést ért el (és továbbjutott a budapesti döntőbe): Kovács Bertold
- 2014-ben a XI. kerületi Szaktárgyi történelmi versenyen 5. osztályos kategóriában 2. helyezést ért el: Babcsányi István
- 2014-ben a XI. kerületi Szaktárgyi történelmi versenyen 5. osztályos kategóriában 4. helyezést ért el: Kovács Bertold
- 2014-ben a XI. kerületi Bolyai János Matematika Csapatversenyen 6. osztályos kategóriában 4. helyezést ért el: Babcsányi István, Kovács Bertold, Maksi Natália, Szebeni Katalin
- 2014-ben a XI. kerületi Bolyai János Anyanyelvi Csapatversenyen 7. osztályos kategóriában 3. helyezést ért el: Bisits Lili, Csikós Júlia, Kotánczi Hanna, Tóth-Mátrai Luca
- 2015-ben a XI. kerületi Bolyai János Anyanyelvi Csapatversenyen 7. osztályos kategóriában 2. helyezést ért el:

További információk a versenyeredményekről:
- http://www.mategye.hu/?pid=zrinyi_gordiusz
- https://web.archive.org/web/20140330192056/http://www.orchideapangea.hu/index.php/a-versenyrol
- https://web.archive.org/web/20150526223636/http://www.mu.hu/hu/blog/1293/felhvas-a-budapest-fovaros-xi
- http://www.bolyaiverseny.hu/magyar/index.htm Archiválva 2013. augusztus 25-i dátummal a Wayback Machine-ben
- http://www.mindlab.hu/?p=1326 Archiválva 2014. július 14-i dátummal a Wayback Machine-ben

## Éves programok
Az iskolában évente megrendeznek néhány eseményt:

### A gólyatábor
A gólyatáborba a felsősök jönnek, és egy éjszakát aludnak itt. Általában szeptember első péntekén van. Sok program van ilyenkor, például foci- és kosárlabda verseny.

### TV kikapcsolási hét
Ezen a héten (szeptember vége-október eleje) a családok behozhatják a távirányítót, és pénteken kaphatnak érte pénteken egy nagy tábla csokit, de egyvalaki nyerhet akár egy családi színházjegyet is. Sok programot rendeznek, hogy a gyerekeknek legyen mivel foglalkozniuk a tévé helyett:

#### Dejó-nap
A dejó-nap a TV kikapcsolási hét elején van. Ilyenkor a gyerekek együtt szednek diót az udvaron a fákról, majd a tanárok segítségével finom cukros pörkölt dió készül, egy kis kondérban főzött teával.

#### Diákigazgató-választás
A diákigazgató megválasztása a TV kikapcsolási héten történik. Minden felsős osztály indít egy jelöltet, akit később már kampányplakátokon hirdetnek, és édességet osztogatnak érte.
Szerdán minden alsós szavaz, és aztán eldől, hogy ki győzte meg legjobban az alsósokat. Aki a legtöbb szavazatot kapja, az csütörtökön a szünetekben sokféle programot rendezhet a többi osztálynak.

#### Szüreti mulatság
A szüreti mulatság a TV kikapcsolási hét péntekén van, és 14:00-tól egészen este 8-ig tart. A programok:
1. Népi játékok
2. Mustkészítés
3. Koncert a zenetanárokkal
4. DISCO alsó-felső

Ezeken kívül még évente változó programok is vannak, mint a kürtőskalács-evés.

### Adventi vásár
Az adventi vásáron (december 10-20.) a gyerekek 1000 Ft-ból vásárolhatnak kedvükre a többi osztály és a diákvállalkozás termékeiből. Az osztályok az így keresett pénzből elmehetnek moziba, múzeumba, vagy színházba.

### Karácsonyi műsorok
A karácsonyi műsorok többnyire december utolsó hetében (az utolsó tanítási héten) vannak. Az osztályok ekkor egy 15-30 perces műsort mutatnak be a szülőknek és testvéreknek, kivéve a felső, ugyanis ott mindenkinek az 5. szolgáltatja a műsort. Ezek után az összes osztály a termében átadja az ajándékokat, aztán pedig nekiesnek a szülők által sütött finomságoknak.

### Farsang
A farsang február végén szokott lenni, délben kezdődik.
Ebéd után a gyerekek felveszik jelmezeiket, és később osztályonként bemutatkoznak a többi gyerek előtt.
Ezek után megkezdődik az evés-ivás, majd a zsűri (8. osztály) átadja az okleveleket.

### Iskola-nap
Az iskola-napon (április) a gyerekek választanak egy tevékenységet (szerelés, kertészkedés, könyvtárrendezés, festés, pincérkedés, stb.), amit aztán egész nap csinálnak, hogy az iskolát helyrepofozzák a következő évre.

### Majális
A majális májusban kerül megrendezésre, ilyenkor az udvar megtelik jobbnál jobb játékokkal, mint az élő csocsó, szumó pálya, műbika-rodeó, és még sok más.
Közben az ebédlő is tele lesz finom süteményekkel és italokkal.

## Nulladik és Óvoda
A nulladik/óvoda 2 teremben helyezkedik el, a csoportszobában és a sószobában. A nulladikosok külön ebédelnek, az ebédlőn kívül esznek, és akkor vannak kint az udvaron, amikor tanóra van. A gyerekek már óvodás korukban megismerkednek leendő iskolai tanáraikkal és osztálytársaikkal, így elsőben már nincsenek ezzel problémáik.

## Elérhetőségek
- 1112 Budapest, Muskétás utca 1.
- Tel./fax.: 06 1 309 7353
- E-mail: info@ujalma.hu
- Honlap

Az iskola Újbudán, a Vasvári Pál Ipari Parkban található, a Muskétás utca és a Repülőtéri út, valamint a Kamaraerdei út felől közelíthető meg.
- A Google térképen

## Érdekességek
- Az országban ez az egyetlen iskola, ahol működik „gondolkodó óra”.
- Az iskola a korábbi Vasvári Pál laktanya helyén működik. Az iskola területén és épületében forgatták az Angyalbőrben című filmsorozatot 1988-89-ben.